# Альфред Гоміс
Альфред Гоміс (фр. Alfred Gomis; нар. 5 вересня 1993 року, Зігіншор) — сенегальський та італійський футболіст, воротар клубу Серії B «Палермо» та національної збірної Сенегалу.

## Клубна кар'єра
Народився 5 вересня 1993 року в місті Зігіншор в Сенегалі, але потім вся сім'я переїхала в Італію. У нього є два брата Ліс і Моріс, які також є професійними футболістами.
Вихованець футбольної школи клубу «Торіно». 26 травня 2012 року у матчі проти «Альбінолеффе» він дебютував у італійській Серії B. Влітку 2013 року для отримання ігрової практики Альфред на правах оренди перейшов в «Кротоне». 31 серпня в матчі проти «Чезени» він дебютував за нову команду. Гоміс швидко завоював місце основного воротаря і відіграв весь турнір майже без замін.
Влітку 2014 року Альфред був відданий в оренду в «Авелліно 1912». 30 серпня в матчі проти «Про Верчеллі» він дебютував за новий клуб у чемпіонаті. У цій команді також виступав протягом сезону, будучи основним воротарем.
Влітку 2015 року Гоміс на правах оренди приєднався до «Чезени». 22 вересня в матчі проти «Модени» він дебютував за нову команду. Після успішного виступу за клуб, Альфред повернувся в «Торіно», але так і не отримав свого шансу і був знову відданий в оренду. Його новим клубом стала «Болонья». На одному з першої тренувань в одному з моментів Гомісу роздрібнили кістку руки і він вибув на тривалий термін. 1 грудня у поєдинку Кубку Італії проти «Верони» він дебютував за «Болонью». Цей матч так і залишився єдиним для воротаря за клуб і він не зумів дебютувати у Серії А, оскільки вже на початку 2017 року Гоміс на правах оренди перейшов в «Салернітану». 22 січня в матчі проти «Спеції» він дебютував за нову команду.
Влітку того ж року Альфред був відданий в оренду в СПАЛ. 20 серпня в матчі проти «Лаціо» він дебютував у італійській Серії A. Станом на 18 травня 2018 року відіграв за феррарський клуб 25 матчів в національному чемпіонаті.

## Виступи за збірні
Гоміс народився в Сенегалі, але має італійське громадянство, тому мав право виступати за будь-яку з цих збірних і спочатку вирішив виступати за збірну європейської країни і навіть отримав кілька викликів у молодіжну збірну Італії, але так і не дебютував за неї, зігравши лише дві гри за другу збірну Італії.
У 2017 році отримав виклик від Федерації футболу Сенегалу і вирішив виступати за національну команду своєї батьківщини. 14 листопада в відбірковому матчі до чемпіонату світу 2018 року проти збірної ПАР він дебютував за збірну Сенегалу. Сенегал виграв матч 2:1 і вперше за останні 16 років зумів кваліфікуватись на чемпіонат світу 2018 року у Росії, куди Гоміс також поїхав.
| Дата       | Місто | Господарі | Результат | Гості | Турнір            | Голи | Примітки |
| ---------- | ----- | --------- | --------- | ----- | ----------------- | ---- | -------- |
| 14-11-2017 | Дакар | Сенегал   | 2 – 1     | ПАР   | Відбір до ЧС 2018 | -    |          |
| Усього     |       | Матчів    | 1         |       | Голів             | 0    |          |

## Титули і досягнення
- Переможець Кубка африканських націй: 2021
- Срібний призер Кубка африканських націй: 2019